# Watchers of Rule
Watchers of Rule är det amerikanska metalcorebandet Unearths sjätte studioalbum, utgivet i oktober och november 2014 på eOne i USA respektive Century Media Records i Europa. Skivan släpptes även i digipak-version med bonusspår.
Albumet producerades, mixades och mastrades av Mark Lewis. Då bandet vid inspelningarna inte hade någon fast basist spelar Mark Morton från Lamb of God sessionbas. Skivan är bandets första med trummisen Nick Pierce.
Musikvideor spelades in till "The Swarm" och "Never Cease".

## Låtlista
1. "Intro" (instrumental) – 0:43
2. "The Swarm" – 3:24
3. "Lifetime in Ruins" – 4:12
4. "Guards of Contagion" – 3:16
5. "From the Tombs of Five Below" – 3:35
6. "Never Cease" – 3:25
7. "Trail to Fire" – 3:30
8. "To the Ground" – 3:15
9. "Burial Lines" – 3:04
10. "Birth of a Legion" – 3:11
11. "Watchers of Rule" – 3:27

Bonusspår på digipakutgåvorna
1. "Throes of Remission" – 3:34
2. "Spirit in Black" (Slayer-cover) – 4:10

## Medverkande
Musiker
- Trevor Phipps – sång
- Buz McGrath – gitarr
- Ken Susi – gitarr
- Nick Pierce – trummor

Bidragande musiker
- Mark Morton – basgitarr

Produktion
- Mark Lewis – producent, inspelningstekniker, mixning, mastering
- Ken Susi – inspelningstekniker
- Shane Frisby – inspelningstekniker
- Jeremy Krull – redigering
- Andrew Kelley – art direction
- Paul Grosso – art direction
- Richey Beckett – omslagskonst
- Jeremy Saffer – foto